# Горний Шумець
Го́рний Шуме́ць (рос. Горный Шумец, марій. Горный Шумец) — присілок у складі Юринського району Марій Ел, Росія. Входить до складу Биковського сільського поселення.

## Населення
Населення — 159 осіб (2010; 249 у 2002).
Національний склад (станом на 2002 рік):
- росіяни — 89 %